# Micratemnus sulcatus
Espèce
Micratemnus sulcatus est une espèce de pseudoscorpions de la famille des Atemnidae.

## Distribution
Cette espèce se rencontre en Tanzanie et au Kenya.

## Description
Le mâle holotype mesure 1,9 mm.

## Publication originale
- Beier, 1944 : Über Pseudoscorpioniden aus Ostafrika. Eos, Madrid, vol. 20, p. 173-212 (texte intégral).